# Eponymous
Eponymous es el primer álbum recopilatorio de la banda estadounidense R.E.M.. Fue su último álbum lanzado con el sello discográfico I.R.S. Records, puesto que más tarde firmaría un contrato con Warner Bros. Records.

## Lista de reproducción
Todas las canciones fueron escritas por los miembros de R.E.M.

### Cara uno
1. "Radio Free Europe" (de Murmur, 1983) – 3:47
2. "Gardening at Night" – 3:30
3. "Talk About the Passion" (de Murmur, 1983) – 3:20
4. "So. Central Rain" (de Reckoning, 1984) – 3:15
5. "(Don't Go Back To) Rockville" (de Reckoning, 1984) – 4:32
6. "Can't Get There From Here" (de Fables of the Reconstruction, 1985) – 3:39

### Cara dos
1. "Driver 8" (de Fables of the Reconstruction, 1985) – 3:23
2. "Romance" – 3:25
3. "Fall on Me" (de Lifes Rich Pageant, 1986) – 2:50
4. "The One I Love" (de Document, 1987) – 3:16
5. "Finest Worksong" (Mutual Drum Horn Mix) 3 – 3:50
6. "It's the End of the World as We Know It (And I Feel Fine)" (de Document, 1987) – 4:05